# Caloptilia janeae
Caloptilia janeae är en fjärilsart som beskrevs av Bradley 1965. Caloptilia janeae ingår i släktet Caloptilia och familjen styltmalar.
Artens utbredningsområde är Uganda. Inga underarter finns listade i Catalogue of Life.